# Polabí

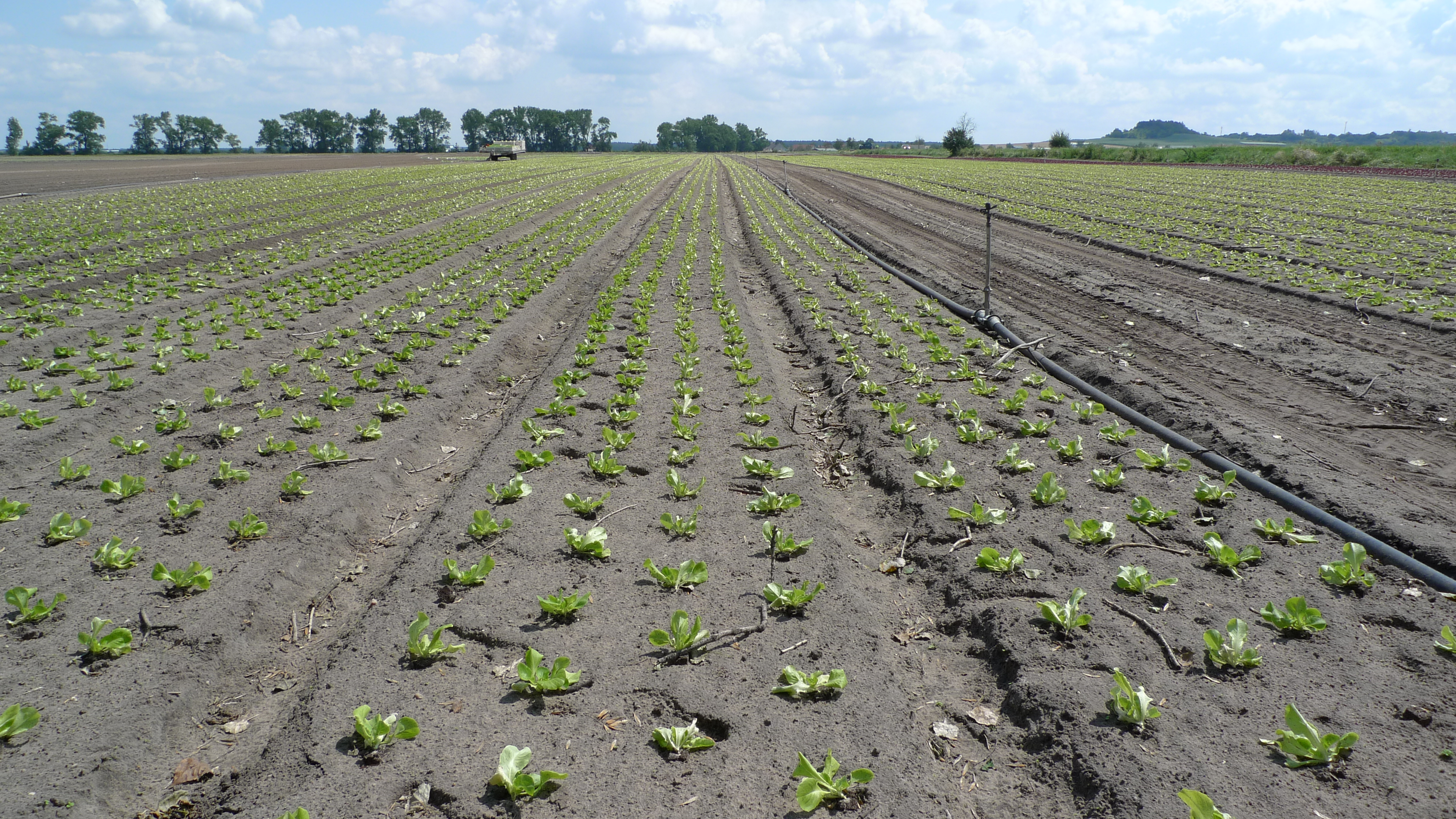
Rolnictwo w Polabí

Polabí - obszar nad Łabą w Czechach pomiędzy Jaroměřem a Lovosicami. Nie mylić z Połabiem, które znajduje się w Niemczech. Dolna część Polabí jest nazywana Zahrada Čech (Ogród Czech), z centrum w Litomierzycach. Do Ogrodu Czech prowadzi przełom Łaby - brama Porta Bohemica. Polabí ma zaawansowane rolnictwo i gospodarkę.
W regionie Polabí działa Polabské muzeum. W powiecie Nymburk leżą Polabské hůry.